# Cessna 172
Cessna 172 Skyhawk - C172 je štirisedežno enomotorno batno športno letalo, ki ga proizvaja ameriško podjetje Cessna. S ceno 600.000 eur predstavlja vstopni model na trg letal splošne kategorije. Prvič je poletela leta 1955 in je po številu najbolj proizvajano letalo na svetu z več kot 44 000 izdelanimi, največ 7436 letal v varianti 172M v letih 1973 do 1976. Konkurenti C-172 so: Beechcraft Musketeer, Grumman AA-5 series, Partenavia Oscar (vsi izven proizvodnje), Cirus SR20, Piper PA-28 Cherokee, Diamond DA40 in Vulcanair V1.0. Večina ljudi, ki se šola na C172 in si kupi svoje lastniško letalo raje poseže po hitrejših letalih: Beechcraft Bonanza, Cessna Skylane, Cessna Centurion, Commander 114, Cirrus SR22, Grob G120, Mooney M20, SIAI-Marchetti SF.260, Piper Comanche, Piper Malibu, Piper Saratoga.
Cessna 172 je načrtovana na podlagi predhodnice Cessna 170. Leta 1950 je Cessna testirala varianto Cessna 170C z motorjem Continental O-300-A. Potem je spremenila pristajalno podvozje iz repnega v tricikel in certificirala letalo kot Model C172. C172 je hitro postala uspeh, leta 1956 v prvem letu so zgradili več kot 1400 letal. Zgodnje verzije C172 so bile podobne C170. Poznejše verzije so imel nagnjeni vertikalni rep, ki je še vedno v uporabi danes. V 1960ih so dodali repno okno "omni-vision". Prva od verzij, ki se podobno obnaša in je podobna današnji verziji je C172M iz 1970ih, od takrat naprej se osnovna struktura ni bistveno spreminjala, so se pa spreminjale verzije motorjev in avionika. Proizvodnja 172P se je leta 1986  zaustavila in se je ponovno vzpostavila šele leta 1996 z verzijo Cessna 172R Skyhawk (160 KM) in leta 1998  z verzijo Cessna 172S Skyhawk (180 KM). Leta 2005 so se nehali proizvajati urični cockpiti t.i. NAV II in od takrat je v proizvodnji samo še stekleni kokpit - Garmin G1000 NAV III. Cessno C172R so prenehali proizvajati leta 2008, od takrat je v proizvodnji samo C172SP NAV III. 
Cessne 172 je možno modernizirati s t. i. STC-ji. Lahko se namesti močnejši motor do 210KM, doda se propeler s konstantnimi vrtljaji, v nekaterih primerih je dovoljena uporablja cenejšega avtomobilskega goriva, namesto Avgasa. Druge modifikacije imajo povečano kapaciteto goriva in STOL kit za boljše sposobnosti. 
Cessne 172 M,N,P se veliko uporabljajo za panoramske polete in tudi za šolanje pilotov, vendar so precej manj ekonomične od dvosedežnih Cessen 152 in so nagnjene k pristanku na nosno kolo t.i. hard landingu pri učencih, česar posledica je zvita požarna stena, C152 zaradi robustnejše konstrukcije nima teh težav. Cessna 172 R in S imata veliko boljšo zvočno izolacijo in nov izboljšani prezračevalni sistem. Zaradi preproste robustne zasnove združene z moderno avioniko in solidnim injektorskim motorjem C172SP ostaja sodobno letalo primerno za ljudske množice, saj od novih letal na trgu odpušča največ napak.
Leta 1958 je Cessna 172 postavila rekord v najdaljšem letu, ki še vedno stoji danes. 4. decembra 1958 sta Robert Timm in John Cook poletel z letališča Las Vegas McCarran in pristala: 64 dni, 22 ur in 19 minut pozneje na istem letališču. Z letom so nabirali sredstva za Damon Runyon Cancer Fund. Hrano, pijačo, gorivo in olje so dostavljali na letalo s pomočjo tovornjaka, ki je vozil pri isti hitrosti kot so oni leteli. Maratonski let so potem prekinili. S časom 1558 ur se je moč motorja zelo zmanjšala.

## Nesreče v Sloveniji
- 2004 letalo C172, varianta M, registracija OE-DTP, letnik 1973 je strmoglavilo na pobočje Nanosa 2 osebi so umrle[9]
- 2024 letalo C172, varianta M, registracija S5-DLM, letnik 1974 je strmoglavilo pri Gančanih v Prekmurju 3 osebe so umrle[10]

## Tehnične specifikacije (172R 1996-04)
Podatki iz Cessna
Splošne značilnosti
- Posadka: 1 pilot
- Število sedežev: 2 pilotska in 2 potniška sedeža
- Dolžina: 27 ft 2 in (8,28 m)
- Razpon kril: 36 ft 1 in (11,00 m)
- Višina: 8 ft 11 in (2,72 m)
- Površina kril: 174 sq ft (16,2 m2)
- Vitkost: 7,32
- Aeroprofil: modificirana NACA 2412 (koren krila), NACA 2412 mod (konica krila)
- Teža praznega letala: 1.691 lb (767 kg)
- Bruto teža: 2.450 lb (1.111 kg)
- Kapaciteta goriva: 56 US gallons (212 litrov)
- Pogon letala: 1 × Lycoming IO-360-L2A Štiri valjni protibatni (boxer) zračno hlajeni, 160 hp (120 kW)
- Propelerji: št. lopatic: 2 kovinski

Zmogljivost
- Potovalna hitrost: 122 kn (140 mph; 226 km/h)
- Hitrost pri porušitvi vzgona: 47 kn (54 mph; 87 km/h)
- Neprekoračljiva hitrost: 163 kn (188 mph; 302 km/h) (IAS)[5]
- Doseg: 696 nmi (801 mi; 1.289 km) z 45 minutno rezervo, 55% moč na višini 12 000 čevljev
- Višina leta (servisna): 13.500 ft (4.100 m)
- Hitrost vzpenjanja: 721 ft/min (3,66 m/s)

Letalska elektronika

- Optional Garmin G1000 Primary Flight Display